# Gens Pacilia
La gens Pacilia era un'importante ed antichissima famiglia dell'antica Roma.
Numerosi membri di questa gens sono menzionati dagli storici antichi, tra cui Marco Pacilio di cui parla Cicerone nella sua seconda orazione contro Verre. Inoltre, molti Pacilii, sia uomini che donne, sono citati in innumerevoli iscrizioni.
La gens Pacilia, esistente già ai tempi di Romolo e probabilmente inclusa nelle cento gentes originarie ricordate dallo storico Tito Livio, apparteneva alla tribù urbana Palatina e partecipava all'elezione dei comizi curiati, l'assemblea più antica di Roma risalente all'epoca Regia.
Il primo esponente di questa gens è Quinto Furio Pacilio Fuso (Quintus Furius Pacilius Fusus), Pontefice Massimo (pontifex maximus) nel 449 a.C., che resse la carica per diciotto, fino al 431 a.C., e tenne i comizi in cui furono selezionati i tribuni della plebe.

## Origine
ll nomen Pacilius appartiene ad una classe di gentilicia formata da altri nomi, utilizzando il suffisso -ilius.
Erroneamente il Dictionary of Greek and Roman Biography and Mythology, pubblicato nel 1849 da William Smith sostenne che il nomen deriva dal cognomen Pacilus, nome di origine osca, a sua volta forse derivato dall'osco Paccius, che veniva utilizzato sia come praenomen che come gentilicium (sarebbe quindi un affine di Paccius , e forse anche di Pacidius); in realtà Roma conquistò e dunque stabilì rapporti con le popolazioni di origine osca soltanto nel corso del IV secolo a.C., a seguito delle Guerre sannitiche.